# 李景玉
李景玉（1963年12月—），辽宁桓仁人，满族，中国共产党党员。中华人民共和国政治人物、第十三届全国人民代表大会辽宁地区代表。

## 生平
2018年2月24日，当选为第十三届全国人大代表。